# 壷銭
壷銭（つぼせん）は、酒屋に対する課税。酒屋への課税としては最古の形態とされる。酒造役（しゅぞうやく）・酒壷銭（さかつぼせん）とも呼ばれる。

## 概要
課税基準を醸造に用いる壷数に応じて定めたことから、この名称が付いたとされている。
鎌倉時代中期から酒屋が全国各地に広まるが、鎌倉幕府は酒が社会に害悪をもたらすとしてこれを禁じる沽酒の禁を出して厳しく取り締まった。これに対して京都朝廷は公領よりの収入減少の穴埋めとして酒屋の営業を許す代わりに課税を行おうとした。正和年間の新日吉社造営費用のために洛中などの酒屋に壷銭を課したのが最古の記録である。後に造酒正が徴収を担当するようになり、造酒正を務める押小路家がその役目にあたった。後醍醐天皇は元亨2年（1322年）以後、壷役の直轄化と通常課税化を図り、建武の新政の開始を機に五条頼元を造酒正に任命して押小路家の権限を取り上げようとしたが、政権の崩壊とともに失敗に終わり、押小路家が復権した。貞治年間の北朝において、年間200貫を朝廷に収めることを条件に押小路家に酒麹売課役（さけこうじうりかやく）として徴税権を与えられたが、検非違使をも動員して徴税を強行する造酒正と酒屋の座を支配下に置く延暦寺などの有力寺院との対立が生じることになった。
一方鎌倉幕府は引き続きこの酒屋の禁止を続け、禁止対象である酒屋から課税する事にも否定的であったが、鎌倉幕府に代わって成立した室町幕府は財政基盤が弱かったためにその軍事力を背景に造酒正・有力寺院の対立に割ってはいる形で京都の酒屋から「酒屋役」を徴収するようになった。
壷銭は定期的なものについては月ごとに年間12回徴収するのを原則として、他に臨時の課税が行われた。徴収に先立って壷数と営業状況を把握するために酒屋の実地調査が行われた。営業実態により、本役と半役（半公事）に分けられ、半役は本役の半額の課税がされた。なお、これに倣って地方でも壷銭が行われた。大和国の守護である興福寺が菩提山寺の醸造業に壷銭を課したとする記録がある。